# Anne-Marie Guerchet-Jeannin
Anne-Marie Guerchet-Jeannin, née en 1945, est une peintre française.

## Biographie
Née en 1945, Anne-Marie Guerchet-Jeannin suit des études d’arts plastiques à l'école d’Arts Appliqués et aux Beaux-Arts de Paris, puis dans les ateliers de Raymond Legueult pour la peinture, de Jean Bertholle pour l’art mural et de Riccardo Licata pour les mosaïques.
Elle expose aux côtés de son mari Pierre Guerchet-Jeannin à la galerie Bagatelle à Aix-les-Bains en 2003.
En 2011 elle expose de grandes toiles sur le thème du corps tandis que les tableaux de Pierre ont un « style plus abstrait ».
En 2022 elle expose avec Pierre à la galerie Art Points de vue à Lauzerte.